# OmniWeb
OmniWeb – przeglądarka internetowa stworzona dla systemu NeXTStep, od wersji 4.0 dostępna tylko dla OS X. Od początku jej istnienia używała własnego silnika renderowania, od wersji 4.5 jest oparta na silniku WebKit. Była tworzona przez Omni Group.